# British Independent Film Awards 2021

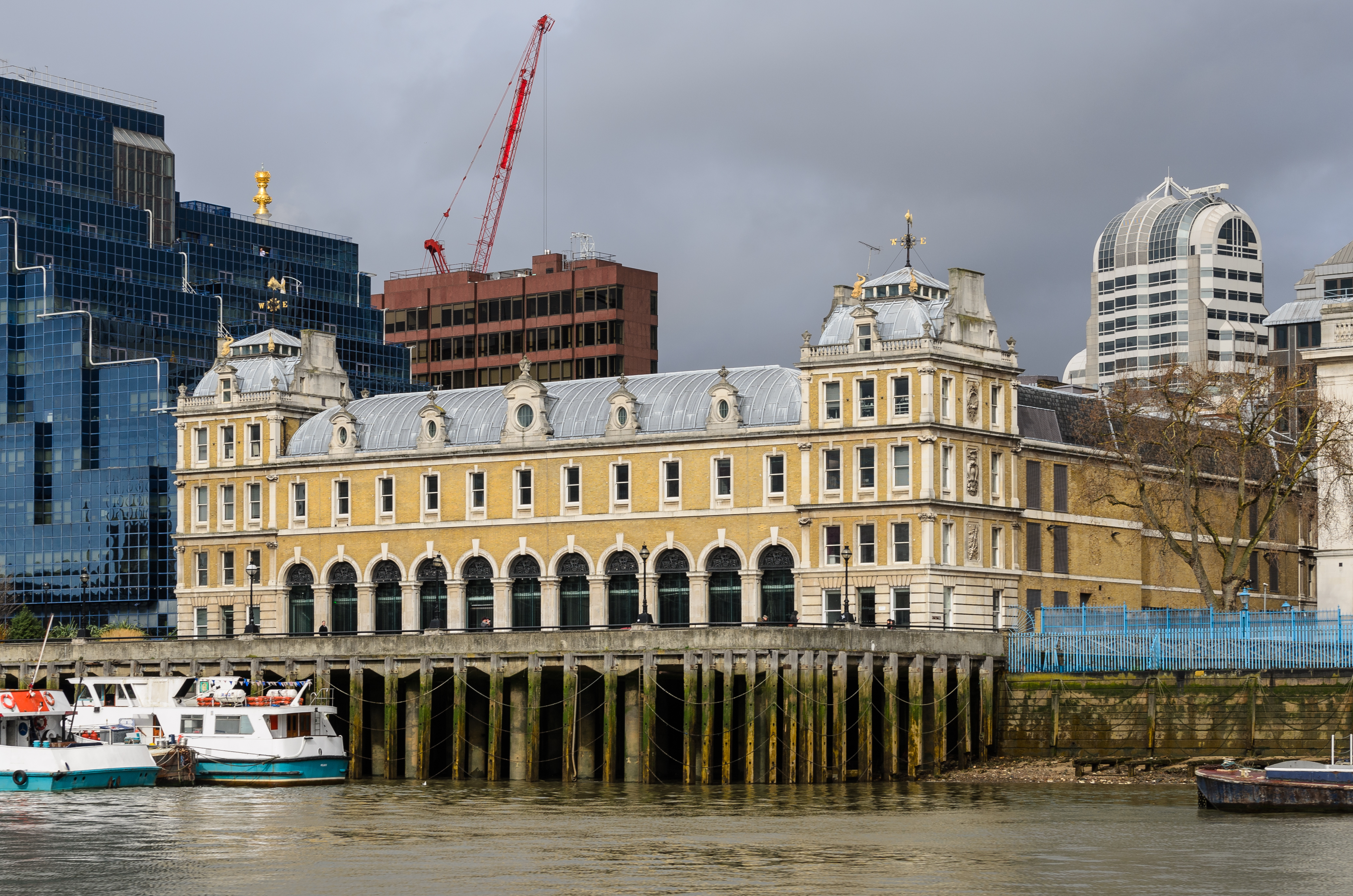
Die 24. Verleihung der British Independent Film Awards fand im Old Billingsgate statt.

Die 24. Verleihung der British Independent Film Awards (BIFA) fand am 5. Dezember 2021 im Old Billingsgate in London statt. Die Nominierungen wurden am 3. November 2021 bekanntgegeben, neun erste Auszeichnungen am 19. November 2021. Als bester britischer Independentfilm setzte sich Aleem Khans Regiedebüt After Love durch. Das Werk über eine zum Islam konvertierte weiße Britin, die nach dem Tod ihres muslimischen Ehemanns mit einem schrecklichen Geheimnis konfrontiert wird, gewann außerdem fünf weitere Auszeichnungen, darunter für die beste Regie und Hauptdarstellerin Joanna Scanlan.

## Nominierungen und Preise

### Bester britischer Independent-Film (Best British Independent Film)
After Love – Aleem Khan und Matthieu de Braconier
- Ali & Ava – Clio Barnard und Tracy O’Riordan
- Yes, Chef! – Philip Barantini, James Cummings, Bart Ruspoli und Hester Ruoff
- The Nest – Sean Durkin, Ed Guiney, Derrin Schlesinger, Rose Garnett, Amy Jackson und Cristina Piovesan
- The Souvenir Part 2 – Joanna Hogg, Ed Guiney, Emma Norton, Andrew Lowe und Luke Schiller

### Bester internationaler Independent-Film (Best International Independent Film)
Flee – Jonas Poher Rasmussen, Amin Nawabi, Monica Hellström und Signe Byrge Sørensen
- Abteil Nr. 6 – Juho Kuosmanen, Livia Ulman, Andris Feldmanis, Jussi Rantamäki und Emilia Haukka
- First Cow – Kelly Reichardt, Jon Raymond, Neil Kopp, Vincent Savino und Anish Savjani
- Petite Maman – Céline Sciamma und Bénédicte Couvreur
- Pleasure – Ninja Thyberg, Peter Modestij, Erik Hemmendorff, Eliza Jones und Markus Waltå

### Bester Dokumentarfilm (Best Documentary)
Poly Styrene: I Am a Cliché – Paul Sng, Celeste Bell, Zoe Howe, Rebecca Mark-Lawson, Matthew Silverman, Daria Mitsche
- Cow – Andrea Arnold, Kat Mansoor
- Scheidung um jeden Preis (Dying to Divorce) – Chloe Fairweather, Sinead Kirwan
- I Am Belmaya – Sue Carpenter, Christopher Hird
- Keyboard Fantasies – Posy Dixon, Liv Proctor

### Bester britischer Kurzfilm (Best British Short)
Femme –  Sam H. Freeman, Ng Choon Ping, Sam Ritzenberg, Hayley Williams, Rienkje Attoh
- Egúngún (Masquerade) – Olive Nwosu, Alex Polunin
- Night of the Living Dread – Ida Melum, Laura Jayne Tunbridge, Hannah Kelso, Danielle Goff
- Play It Safe – Mitch Kalisa, Chris Toumazou
- Precious Hair & Beauty – John Ognmuyiwa, Sophia Gibber, Tony Longe, Lene Basager

### Bester Hauptdarsteller (Best Actor)
Adeel Akhtar – Ali & Ava
- Riz Ahmed – Encounter
- Stephen Graham – Yes, Chef!
- Jude Law – The Nest
- James Norton – Nowhere Special

### Beste Hauptdarstellerin (Best Actress)
Joanna Scanlan – After Love
- Caitríona Balfe – Belfast
- Carrie Coon – The Nest
- Claire Rushbrook – Ali & Ava
- Ruth Wilson – True Things

### Bester Nebendarsteller (Best Supporting Actor)
Talid Ariss – After Love
- Richard Ayoade – The Souvenir Part 2
- Lucian-River Chauhan  – Encounter
- Ciarán Hinds  – Belfast
- Ray Panthaki – Yes, Chef!

### Beste Nebendarstellerin (Best Supporting Actress)
Vinette Robinson – Yes, Chef!
- Judi Dench – Belfast
- Jo Hartley – Sweetheart
- Nathalie Richard – After Love
- Tilda Swinton – The Souvenir Part 2

### Bester Newcomer (Most Promising Newcomer)
Lauryn Ajufo – Yes, Chef!
- Nell Barlow – Sweetheart
- Max Harwood – Everybody’s Talking About Jamie
- Jude Hill – Belfast
- Ellora Torchia – In the Earth

### Beste Regie (Best Director)
Aleem Khan – After Love
- Philip Barantini – Yes, Chef!
- Clio Barnard – Ali & Ava
- Sean Durkin – The Nest
- Joanna Hogg – The Souvenir Part 2

### Douglas Hickox Award – Bester Nachwuchsregisseur (Best Debut Director)
Aleem Khan – After Love
- Prano Bailey-Bond – Censor
- Celeste Bell und Poly Styrene – I Am A Cliché
- Cathy Brady – Wildfire
- Marley Morrison – Sweetheart

### Bestes Drehbuch (Best Screenplay)
Aleem Khan – After Love
- Clio Barnard – Ali & Ava
- Terence Davies – Benediction
- Sean Durkin – The Nest
- Joanna Hogg – The Souvenir Part II

### Bestes Drehbuchdebüt (Best Debut Screenwriter)
Cathy Brady – Wildfire
- Prano Bailey-Bond – Censor
- Aleem Khan – After Love
- Marley Morrison – Sweetheart
- Reggie Yates – Pirates

### Bester Nachwuchsproduzent (Breakthrough Producer)
Michelle Antoniades – Sweetheart
- Helen Jones – Censor
- Jessica Malik – She Will
- Hester Ruoff – Yes, Chef!
- Rob Watson – The Power

### The Raindance Discovery Award
Poly Styrene: I Am A Cliché – Paul Sng, Celeste Bell, Zoë Howe, Rebecca Mark-Lawson, Matthew Silverman und Daria Nitsche
- Bank – Job Daniel Edelstyn, Hilary Powell und Christopher Hird
- The Bike Thief – Matt Chambers, Pk Fellowes, Sophia Gibber und Lene Bausager
- I Am Belmaya – Sue Carpenter und Christopher Hird
- Rebel Dykes – Harri Shanahan, Siân A. Williams und Siobhan Fahey

### Bestes Casting (Best Casting)
Carolyn Mcleod – Yes, Chef!
- Shaheen Baig – After Love
- Shaheen Baig – Ali & Ava
- Shaheen Baig – Pirates
- Lucy Bevan und Emily Brockmann – Belfast

### Beste Kamera (Best Cinematography)
Matthew Lewis – Yes, Chef!
- Mátyás Erdély – The Nest
- Magdalena Kowalczyk – Cow
- Annika Summerson – Censor
- Haris Zambarloukos – Belfast

### Bestes Kostümdesign (Best Costume Design)
Grace Snell – The Souvenir Part 2
- Michael O’Connor – Die wundersame Welt des Louis Wain
- Guy Speranza – Everybody’s Talking About Jamie
- Annie Symons – Benediction
- Charlotte Walter – Belfast

### Bester Schnitt (Best Editing)
Helle Le Fevre – The Souvenir Part 2
- Rebecca Lloyd, Jacob Schulsinger und Nicolas Chaudeurge – Cow
- Úna Ní Dhonghaíle – Belfast
- Mark Towns – Censor
- Ben Wheatley – In the Earth

### Beste visuelle Effekte (Best Effects)
Steven Bray und Mike Knights – Dashcam
- Gary Brown, István Molnár und Dan Martin – Censor
- Rupert Davies – Die wundersame Welt des Louis Wain

### Bestes Make-up und Hair Design (Best Make-Up & Hair Design)
Vickie Lang, Kristyan Mallett, Donald Mcinnes – Die wundersame Welt des Louis Wain
- Siobhan Harper-Ryan – The Souvenir Part 2
- Ruth Pease – Censor
- Nadia Stacey – Everybody’s Talking About Jamie
- Wakana Yoshihara – Belfast

### Beste Ausstattung (Best Production Design)
Stéphane Collonge – The Souvenir Part 2
- Jim Clay – Belfast
- Suzie Davies – Die wundersame Welt des Louis Wain
- Aimee Meek – Yes, Chef!
- Paulina Rzeszowska – Censor

### Beste Filmmusik (Best Music)
Connie Farr und Harry Escott – Ali & Ava
- Iain Cooke – Pirates
- Jed Kurzel – Encounter
- Clint Mansell – In the Earth
- Van Morrison – Belfast

### Bester Sound (Best Sound)
James Drake – Yes, Chef!
- Nicolas Becker, Cyril Holtz und Linda Forsen – Cow
- Tim Harrison, Jamie Roden und Adele Fletcher – Censor
- Martin Pavey – In the Earth
- Andrew Stirk, Paul Davies, Morgan Muse, Bernard O’Reilly und Julian Howarth – Encounter

### Weitere Preise
- Richard Harris Award – Riz Ahmed[5]